# Jackie Fairweather
Jackie Gallagher-Fairweather, geboortenaam: Jackie Gallagher, (Perth, 10 november 1967 – Canberra, 1 november 2014) was een professionele Australische triatlete en langeafstandsloopster. Ze werd tweemaal wereldkampioene duatlon op de korte afstand, eenmaal wereldkampioene triatlon op de olympische afstand en eenmaal Australisch kampioene op de marathon.

## Biografie
Fairweather begon met triatlons in 1992 en won in haar eerste seizoen de Australische nationale kampioenschappen. Ze is acht jaar professioneel triatlete geweest. In 1996 werd ze in Cleveland wereldkampioene met een tijd van 1:50.52. Ook won ze dat jaar het wereldkampioenschap duatlon en ze is daarmee de enige persoon die in hetzelfde jaar zowel het duatlon- als het triatlon-wereldkampioenschap won. In 1999 werd ze voor de tweede maal wereldkampioene op de duatlon en op het WK triatlon op de olympische afstand in Montreal moest ze genoegen nemen met een tweede plaats.
Fairweather werd in 2002 derde op de Boston Marathon in 2:35.46. Later dat jaar veroverde ze bij de Gemenebestspelen van 2002 in Manchester een bronzen medaille in dezelfde discipline. Met een tijd van 2:36.37 eindigde ze achter haar landgenotes Kerryn McCann (goud; 2:30.05) en Krishna Stanton (zilver; 2:34.52).
In 2003 werd ze derde op het Australisch kampioenschap 10.000 m in 33.40,05. Op de Chicago Marathon behaalde ze dat jaar een vijftiende plaats in 2:37.19. Een jaar later werd Fairweather op de marathon van Londen twaalfde met een tijd van 2:34.48. Op de vrouwenmarathon van Nagayo liep ze naar een negende plaats in 2:32.40. Op 3 juli 2005 won ze op het Australisch kampioenschap marathon in Gold Coast een gouden medaille met een tijd van 2:34.45.
Fairweather was getrouwd met de Australische olympische kampioen boogschieten Simon Fairweather. Ze studeerde bewegingswetenschappen en werkte als senior sportconsultant bij de Australian Sports Commission (ASC).
Ze maakte negen dagen voor haar 47e verjaardag zelf een einde aan haar leven.

## Titels
- Wereldkampioene duatlon op de korte afstand - 1996, 1999
- Wereldkampioene triatlon op de olympische afstand - 1996
- Australisch kampioene marathon - 2005
- Australische kampioene 50 km - 2008
- Australische kampioene 100 km - 2009

## Persoonlijke records
Baan
| Onderdeel | Prestatie     | Datum            | Plaats    |
| --------- | ------------- | ---------------- | --------- |
| 5000 m    | 16.19,43      | 12 februari 2004 | Melbourne |
| 10.000 m  | 33.40,05      |                  |           |
| 1 uur     | 16.056 m (NR) | 24 januari 2008  | Canberra  |

Weg
| Onderdeel      | Prestatie    | Datum             | Plaats     |
| -------------- | ------------ | ----------------- | ---------- |
| halve marathon | 1:18.37      | 1 juli 2007       | Gold Coast |
| marathon       | 2:32.40      | 14 maart 2009     | Nagoya     |
| 100 km         | 7:41.23 (NR) | 19 september 2009 | Keswick    |

## Palmares

### 5000 m
- 2003: 4e A-Series in Campbelltown - 17.19,72
- 2003: 11e Australische kamp. in Melbourne - 16.59,78
- 2008:  Canberra - 17.57,7

### 10.000 m
- 1992:  Zatopek Memorial in Melbourne - 33.14,16
- 2004:  Australische kamp. in Canberra - 34.45,48
- 2004:  Australische kamp. in Sydney - 33.40,05
- 2008:  Canberra - 36.38,41

### halve marathon
- 2001: 4e halve marathon van Gold Coast - 1:15.50
- 2001:  halve marathon van Noosa - 1:14.58
- 2003:  halve marathon van Sydney - 1:17.41
- 2003:  halve marathon van Noosa - 1:15.00
- 2005:  halve marathon van Sydney - 1:16.18
- 2008:  halve marathon van Canberra - 1:19.10
- 2008: 5e halve marathon van Melbourne - 1:19.46
- 2009:  halve marathon van Weston Creek - 1:26.19
- 2010:  halve marathon van Canberra - 1:19.53

### marathon
- 2002: 11e Boston Marathon - 2:35.46
- 2002:  Gemenebestspelen in Manchester - 2:36.37
- 2003: 15e Chicago Marathon - 2:37.19
- 2004: 9e marathon van Nagoya - 2:32.40
- 2004: 12e marathon van Londen - 2:34.48
- 2005: 14e marathon van Nagoya - 2:34.10
- 2005:  Australische kamp. in Gold Coast - 2:34.45
- 2005: 9e marathon van Tokio - 2:35.57
- 2007: 14e Jungfrau Marathon - 3:50.19,9
- 2008:  marathon van Canberra - 2:46.01
- 2008:  marathon van Sydney - 2:53.43
- 2010:  marathon van Blacktown - 2:42.44

### 50 km
- 2008:  Australische kamp. in Canberra - 3:19.12

### 100 km
- 2009:  Australische kamp. in Gold Coast - 7:48.51
- 2009:  Keswick Commonwealth - 7:41.23

### veldlopen
- 1992: 6e Australische kamp. in Nowra - 21.47

### duatlon
- 1994:  WK korte afstand in Hobart - 2:07.15
- 1996:  WK korte afstand in Ferrara - 1:44.46
- 1999:  WK korte afstand in Huntersville - 1:56.18

### triatlon
- 1993: 14e WK olympische afstand in Manchester - 2:11.20
- 1995:  WK olympische afstand in Cancún - 2:05.23
- 1996:  WK olympische afstand in Cleveland - 1:50.51
- 1997:  WK olympische afstand in Perth - 1:59.36
- 1998: 6e WK olympische afstand in Lausanne - 2:09.44
- 1999:  WK olympische afstand in Montreal - 1:56.00

1989: Erin Baker ·
1990: Karen Smyers ·
1991: Jo-Anne Ritchie ·
1992: Michellie Jones ·
1993: Michellie Jones ·
1994: Emma Carney ·
1995: Karen Smyers ·
1996: Jackie Gallagher ·
1997: Emma Carney ·
1998: Joanne King ·
1999: Loretta Harrop ·
2000: Nicole Hackett ·
2001: Siri Lindley ·
2002: Leanda Cave ·
2003: Emma Snowsill ·
2004: Sheila Taormina ·
2005: Emma Snowsill ·
2006: Emma Snowsill ·
2007: Vanessa Fernandes ·
2008: Helen Jenkins ·
2009: Emma Moffatt ·
2010: Emma Moffatt ·
2011: Helen Jenkins ·
2012: Lisa Nordén ·
2013: Non Stanford ·
2014: Gwen Jorgensen ·
2015: Gwen Jorgensen ·
2016: Flora Duffy ·
2017: Flora Duffy ·
2018: Vicky Holland ·
2019: Katie Zaferes ·
2020: Georgia Taylor-Brown ·
2021: Flora Duffy
1990: Thea Sybesma ·
1991: Erin Baker ·
1992: Jenny Alcorn ·
1993: Carol Montgomery ·
1994: Irma Heeren ·
1995: Natascha Badmann ·
1996: Jackie Gallagher ·
1997: Irma Heeren ·
1998: Irma Heeren ·
1999: Jackie Gallagher ·
2000: Stephanie Forrester ·
2001: Erika Csomor ·
2002: Corine Raux ·
2003: Edwige Pitel ·
2004: Erika Csomor ·
2005: Michelle Dillon  ·
2006: Catriona Morrison ·
2007: Vanessa Fernandes ·
2008: Vanessa Fernandes ·
2009: Vendula Frintová ·
2010: Catriona Morrison ·
2011: Katie Hewison ·
2012: Felicity Sheedy-Ryan ·
2013: Ai Ueda ·
2014: Sandra Levenez ·
2015: Emma Pallant